# Тавлантии

Северный Эпир в античные времена

Тавлантии (лат. Taulantĭi, др.-греч. Ταυλάντιοι) — древнее иллирийское племя, жившее около Эпидамна (современный Дуррес) в Северном Эпире. Предположительно предки современных албанцев.
Согласно греческой мифологии Таулас (др.-греч. Tαύλας), один из шести сыновей царя Иллирия, был одноименным предком тавлантиев. Они жили на побережье Адриатического моря в Иллирии (современная Албания) возле города Эпидамн (современный Дуррес). Это племя сыграло важную роль в истории Иллирии IV—III века до н. э., когда царь Главкий (335 до н. э. — 302 до н. э.) управлял племенем. На момент царствования тавлантийского царя Иллирия стала двуязычной под влиянием ранней эллинизации. Тавлантии готовили мёд, вино из мёда, а также занимались пиратством.